# Réserve naturelle Alam-Pedja
La réserve naturelle Alam-Pedja (estonien : Alam-Pedja looduskaitseala) est la plus grande aire protégée d'Estonie, couvrant une superficie totale de 343,96 km2. La réserve naturelle est située en Estonie centrale au nord-est du lac Võrtsjärv, dans le bassin de Võrtsjärv et s'étend sur plus de trois comtés : Tartu, Jõgeva et Viljandi. 
Créée en 1994, elle est reconnue en 1997 comme une zone humide d'importance internationale en vertu de la convention de Ramsar et est depuis 2004 membre du réseau Natura 2000.  
Elle vise à protéger divers écosystèmes ainsi que espèces rares, notamment à travers le développement et la préservation naturelle des forêts et tourbières et en assurant le maintien des prairies et des plaines.  

Son nom provient de son emplacement sur le cours inférieur du fleuve Pedja.

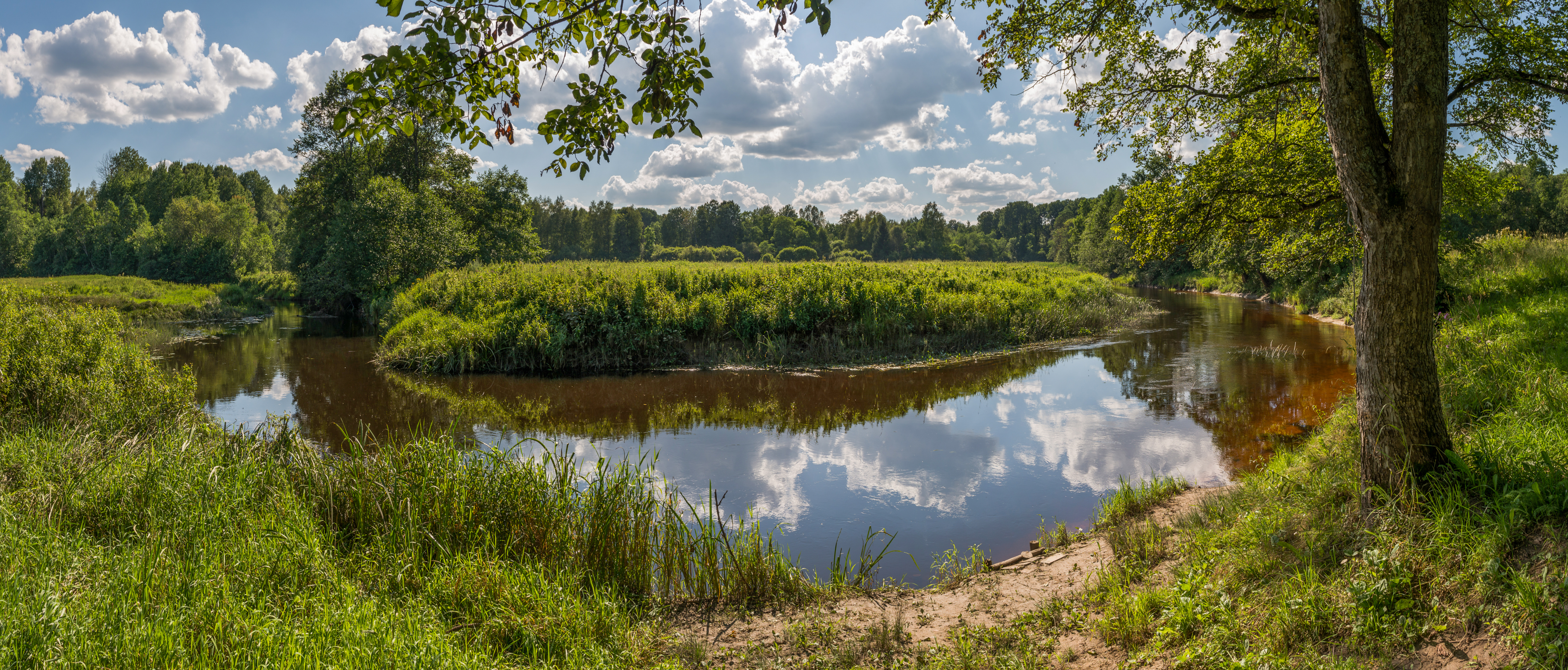
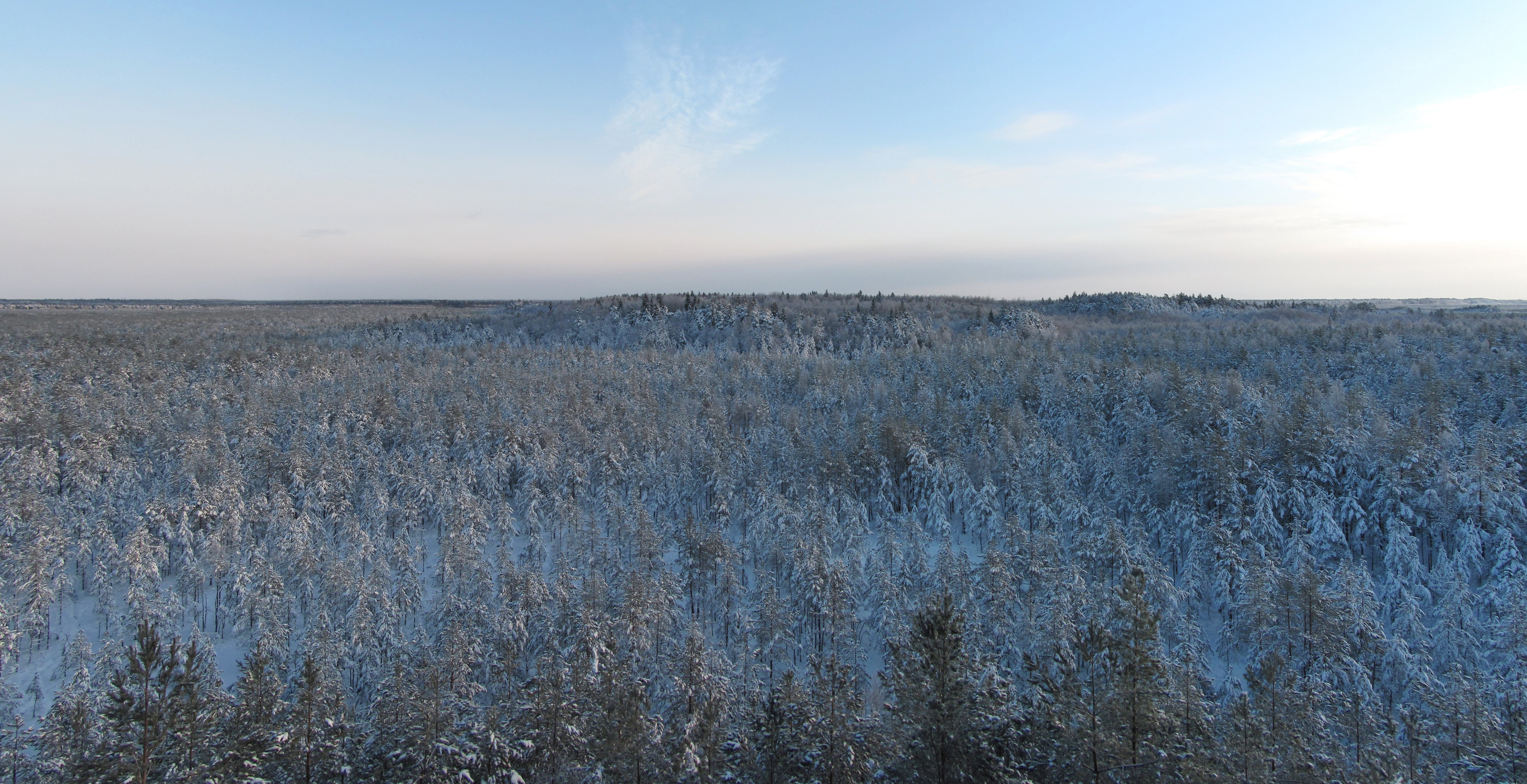
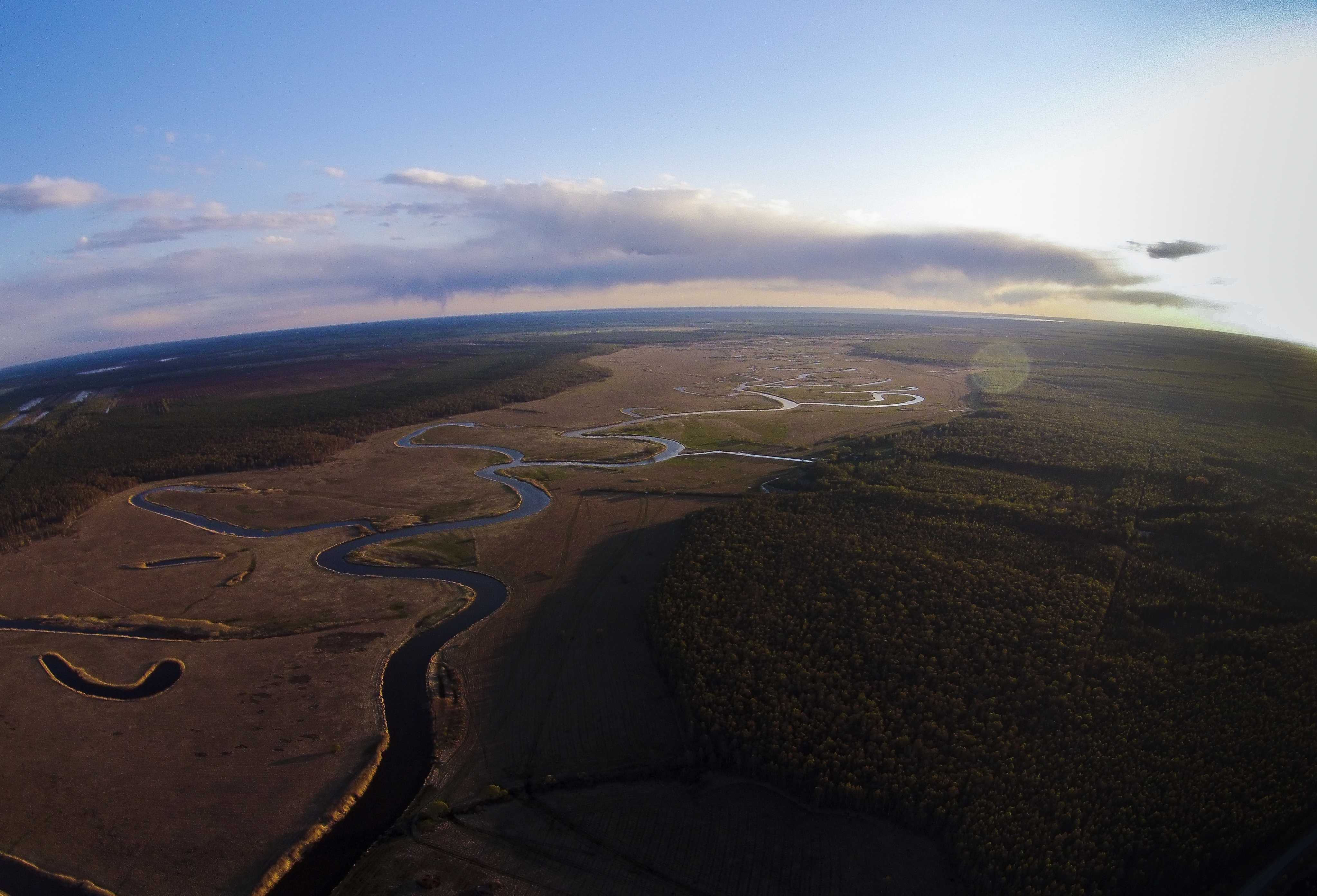
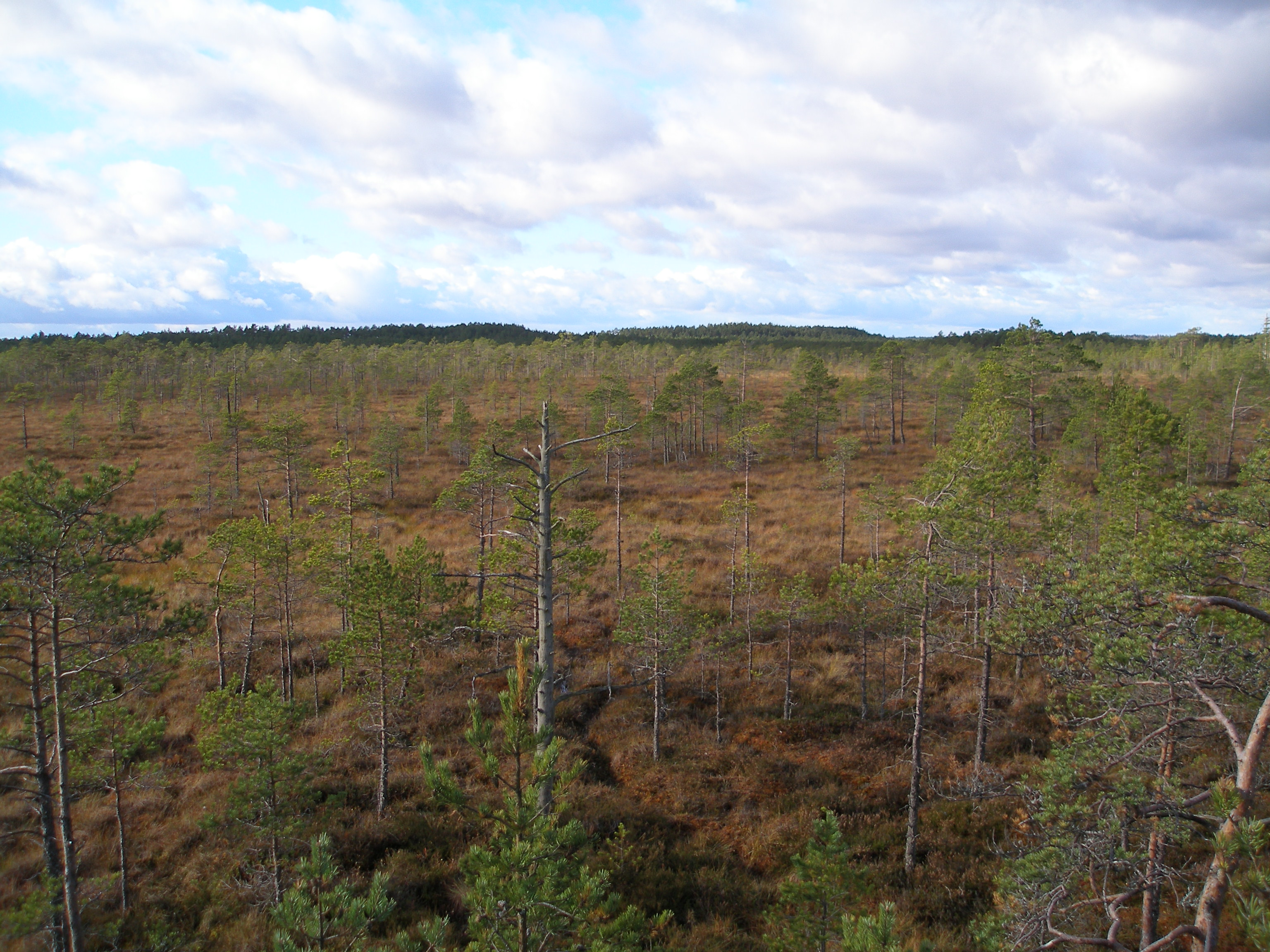
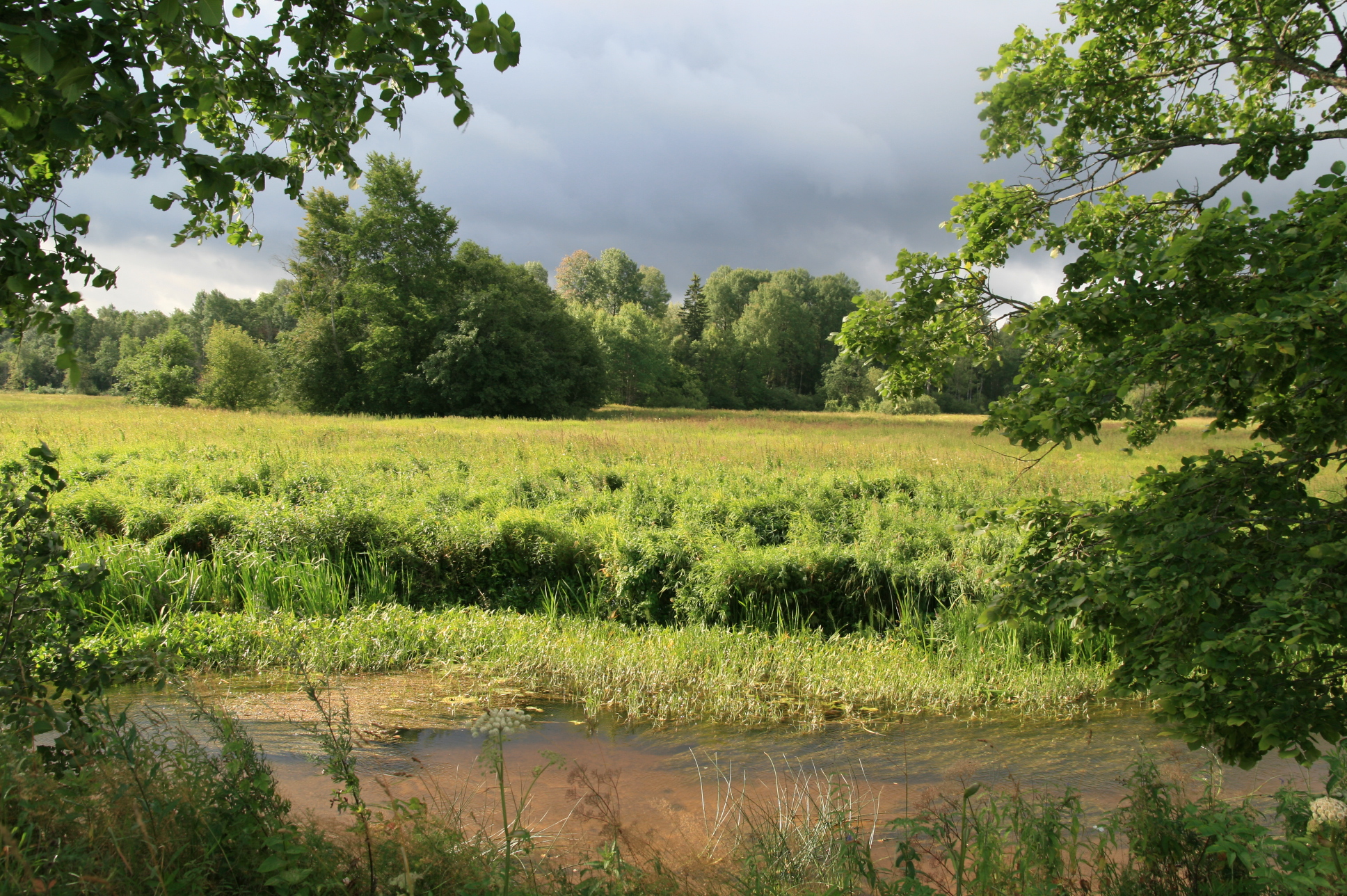